# George Mallia
George Mallia (Sliema, 10 ottobre 1978) è un ex calciatore maltese, di ruolo centrocampista.